# Josephine (2002.)
Josephine, hrvatski dugometražni film iz 2002. godine.